# Демократи (броненосец)
«Демократи́» (фр. Démocratie)— головной в серии французских эскадренных броненосцев типа «Демократи». «Демократи́» был заложен в мае 1903, спущен на воду в апреле 1904, достройка на плаву закончена в январе 1908. Вступил в состав флота в январе 1908, спустя год после революционного британского линкора Дредноут.
Во время Первой мировой войны «Демократи́» служил во французским средиземноморском флоте. В конце августа 1914 он участвовала в Сражении с австро-венгерским флотом. Во время войны броненосец базировался в Корфу недалеко от побережья Греции, препятствуя выходу немецких, Австро-венгерских и турецких военных кораблей в Средиземное море, хотя огневого контакта с противником не имел. После окончания войны корабль вошел в Чёрное море, чтобы обеспечить осуществление условий Перемирия с Германией. «Демократи́» был списан в 1921 и впоследствии продан для разделки.

## Комментарии
1. ↑  Строго говоря, большинство названий французских кораблей пишется с артиклями, например: «La Gloire»- Слава. В отечественных АИ эти названия принято давать без артиклей.